# نیوئل (کارولینای شمالی)
نیوئل (به انگلیسی: Newell) یک منطقهٔ مسکونی در ایالات متحده آمریکا است که در کارولینای شمالی واقع شده‌است. نیوئل ۲۳۰٫۱۳ متر بالاتر از سطح دریا قرار دارد.